# Pseudoclimaciella sarta
Pseudoclimaciella sarta is een insect uit de familie van de Mantispidae, die tot de orde netvleugeligen (Neuroptera) behoort. 
Pseudoclimaciella sarta is voor het eerst wetenschappelijk beschreven door Stitz in 1913.